# Simply Believe
Simply Believe —en español: Simplemente creer— es el decimocuarto álbum de estudio de la cantante galesa Bonnie Tyler. Fue lanzado el 13 de abril de 2004 por Sony Music Entertainment.
Los sencillos de Simply Believe fueron los dos duetos franceses con Kareen Antonn, ambos originalmente lanzados como sencillos en solitario por Bonnie Tyler años antes. Su primer dueto, «Si demain... (Turn Around)», fue un éxito, y alcanzó el número en Francia durante diez semanas y se convirtió en el cuarto sencillos más vendido en Francia en 2004. Ocho de los temas del álbum fueron también lanzados por su entonces futura compañía discográfica, Stick Music, en un EP llamado Bonnie Tyler en 2005. La respuesta de la crítica fue en su mayoría positiva, el álbum está considerado como el «regreso» de Bonnie Tyler.

## Grabación
Después del lanzamiento de Heart Strings en el año anterior, Tyler había comenzado a trabajar en un nuevo álbum. La cantante francesa Kareen Antonn escribió a Tyler preguntando si ella estaría dispuesta a grabar una versión bilingüe de «Total Eclipse of the Heart» a dúo con ella. Aunque vacilante, Tyler pidió una grabación de demostración de Antonn cantando la canción en francés. Impresionada por lo que recibió, Tyler aceptó y viajó a París para grabar la canción. Más tarde se registró una nueva versión de «It's a Heartache» en el mismo formato.
Simply Believe sólo contiene seis canciones originales. Tyler grabó nuevas versiones de «Holding Out for a Hero», «Here She Comes», «If You Were a Woman (And I Was a Man)», así como dos pistas de su álbum Free Spirit; «All Night to Know You» y «Driving Me Wild».

## Promoción

### Sencillos
El primer sencillo de Simply Believe fue lanzado mucho antes que el álbum, debido a la demanda popular por parte del público. Tyler le explicó a la BBC que incluso el sencillo fue lanzado tres semanas antes de lo previsto, «después la gente escuchó en la radio y se fueron a las tiendas a comprarlo». «Si demain... (Turn Around)» fue lanzado el 22 de diciembre de 2003, en Francia. El sencillo alcanzó el número uno en Francia y permaneció allí durante diez semanas seguidas hasta el 2004, y se convirtió en el cuarto sencillo más vendido de ese año en Francia. También dio a Tyler el registro de la brecha de tiempo más largo entre los diez sencillos en Francia. Dieciocho años pasaron entre su éxito «If You Were a Woman (And I Was a Man)», que alcanzó el número seis en 1986, y el lanzamiento de «Si demain... (Turn Around)».
Tras el éxito del sencillo, Simply Believe fue lanzado el 13 de abril de 2004. Tyler grabó un segundo dúo con Antonn, «Si tout s'arrête (It's a Heartache)», fue lanzado el 7 de junio de 2004 como seguimiento de su primer lanzamiento. Alcanzó el puesto número 12 en los sencillos franceses.

## Lista de canciones
| N.º | Título                                  | Escritor(es)                   | Duración |  |
| 1.  | «Si demain... (Turn Around)»            | Jim Steinman, Emanuelle Pribys | 3:50     |  |
| 2.  | «Simply Believe»                        | Bonnie Tyler, John Stage       | 4:44     |  |
| 3.  | «Si tout s'arrête (It's a Heartache)»   | Ronnie Scott, Steve Wolfe      | 3:24     |  |
| 4.  | «Holding Out for a Hero»                | Steinman                       | 3:56     |  |
| 5.  | «Back in My Arms»                       | Stuart Emerson                 | 4:29     |  |
| 6.  | «Open Your Eyes»                        | Tyler, Stage                   | 4:20     |  |
| 7.  | «Here She Comes»                        | Giorgio Moroder                | 3:16     |  |
| 8.  | «Nobody Better»                         | Emerson                        | 4:08     |  |
| 9.  | «If You Were a Woman (And I Was a Man)» | Desmond Child                  | 3:59     |  |
| 10. | «When I Close My Eyes»                  | Emerson                        | 4:26     |  |
| 11. | «It’s in the Back of My Mind»           | Emerson                        | 4:47     |  |
| 12. | «I Want You»                            | Tyler, Stage                   | 3:57     |  |
| 13. | «Darlin'»                               | Oscar Stuart Blandamer         | 3:24     |  |
| 14. | «All Night to Know You»                 | Emerson                        | 5:22     |  |
| 15. | «Driving Me Wild»                       | Emerson                        | 4:41     |  |

## Respuesta de la crítica
El álbum recibió una revisión de tres estrellas y media de Rob Theakston de Allmusic. Dijo que Tyler «todavía esta en buena forma después de dos décadas (de su apogeo musical)» y que Simply Believe debe «satisfacer a los fans más acérrimos».

## Posicionamiento en listas
| País                        | Mejor posición |
| --------------------------- | -------------- |
| Francia (SNEP)              | 18             |
| Bélgica (Ultratop flamenca) | 25             |
| Suiza (Schweizer Hitparade) | 35             |

## Personal
Créditos adaptados de Allmusic:
Voz principal - Bonnie Tyler
Coros - Barbarella Bishop, F. Godebout, D. Goury, Federico Lladó
Guitarra - Kamil Rustam
Piano - Oscar Fox
Fotografía - Bertrand Levet
Productores - John Stage, Stuart Emerson